# Wubana atypica
Wubana atypica är en spindelart som beskrevs av Chamberlin och Ivie 1936. Wubana atypica ingår i släktet Wubana och familjen täckvävarspindlar. Inga underarter finns listade i Catalogue of Life.